# Вокзал Берси-Бургонь-Пэи д’Овернь
Вокзал Берси-Бургонь-Пэи д’Овернь (фр. Gare de Paris-Bercy-Bourgogne-Pays d'Auvergne, до 13 сентября 2016 года — вокзал Берси) — один из семи железнодорожных вокзалов Парижа. Расположен в XII округе недалеко от Лионского вокзала рядом с концертно-спортивным комплексом «Аккорхотелс Арена» в Берси.

## Движение поездов
Вокзал Берси обслуживает преимущественно автопоезда и ночные поезда, а также региональные поезда TER и Transilien. От вокзала Берси идут поезда TER на Авалон, Осер и Кламси. Основные маршруты автопоездов — на юг Франции, к станциям Авиньон-Зюд, Марсель — Сен-Шарль, Фрейюс — Сен-Рафаэль, Тулон и Нис-Вилль. Особенностью автопоездов является отсутствие в них пассажирских вагонов, пассажиры здесь обычно оставляют свои машины, а сами отправляются в параллельном поезде с Лионского вокзала. Ночные поезда курсируют в Италию (Рим, Милан, Венеция).
Вокзал связан с транспортной сетью города линиями 6 и 14 Парижского метрополитена. С 23 июля 2012 года SNCF организовало возле вокзала автостанцию компании iDBUS, обслуживающую маршруты в Лондон, Брюссель, Лилль и Амстердам.